# Polkowice
Polkowice  (in slesiano Polkowicy, in tedesco Polkwitz) è una città della Polonia sud-occidentale con 21 700 abitanti nel 2004.

## Geografia fisica
Polkowice si trova nel voivodato della Bassa Slesia dal 1999, mentre dal 1975 al 1998 ha fatto parte del voivodato di Legnica. La città è tra le più ricche della Polonia ed è stata designata come la città meglio amministrata di tutto lo stato. Il successo della città è anche legato al fatto che Polkowice si trova nella zona industriale delle miniere, con numerosi impianti funzionanti nella città.

## Istruzione
- Dolnośląska Wyższa Szkoła Przedsiębiorczości i Techniki.

## Sport
- KS Polkowice - squadra maschile di calcio (in prima divisione nella stagione 2003-2004)
- CCC Polkowice - squadra femminile di pallacanestro (campione nazionale nella stagione 2012-2013)
- CCC-Sprandi Polkowice - squadra professionistica maschile di ciclismo

## Turismo
La cittadina è posta al 81,6º km del Sentiero regio polacco.